# Suore di Nostra Signora della Consolazione

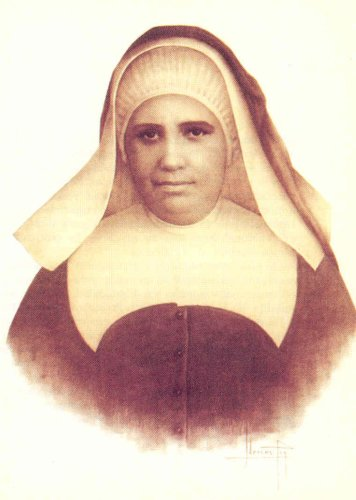
Maria Rosa Molas y Vallvé, fondatrice della congregazione

Le Suore di Nostra Signora della Consolazione (in spagnolo Hermanas de Nuestra Señora de la Consolación) sono un istituto religioso femminile di diritto pontificio: i membri di questa congregazione pospongono al loro nome la sigla N.S.C.

## Storia
La congregazione venne fondata da Maria Rosa Molas y Vallvé (1815-1876): nel 1841 entrò tra le Sorelle della Carità di Reus e iniziò a prestare servizio come infermiera nell'ospedale che l'istituto gestiva nella città catalana. Nel 1849 si trasferì con alcune consorelle a Tortosa, dove prese a insegnare presso la locale scuola pubblica e continuò ad assistere gli ammalati.
Il 14 marzo 1857 le religiose di Tortosa si staccarono dalla congregazione di Reus e si posero alla diretta dipendenza delle autorità ecclesiastiche locali: ebbe così inizio il nuovo istituto delle Suore di Nostra Signora della Consolazione, di cui la Molas y Vallvé fu prima superiora generale.
Le Suore di Nostra Signora della Consolazione vennero approvate come congregazione di diritto diocesano il 6 aprile 1857; ricevettero il pontificio decreto di lode il 2 ottobre 1888; vennero approvate definitivamente dalla Santa Sede il 19 giugno 1901 (le loro costituzioni il 21 gennaio 1907).
Beatificata nel 1977, la fondatrice è stata canonizzata da papa Giovanni Paolo II nel 1988.

## Attività e diffusione
Le Suore di Nostra Signora della Consolazione si dedicano all'assistenza ai poveri, alla cura dei malati e all'educazione della gioventù.
Sono presenti in Africa (Burkina Faso, Mozambico, Togo), nell'America Latina (Argentina, Bolivia, Brasile, Cile, Ecuador, Messico, Venezuela), in Asia (Corea del Sud, Filippine) e in Europa (Italia, Slovacchia, Spagna): la sede generalizia è a Roma.
Al 31 dicembre 2005 l'istituto contava 717 religiose in 101 case.